# Плоскоклеточный рак кожи
Плоскоклеточный рак кожи — тип рака кожи, обычно представленный плотным, твердым, покрытым чешуйками поражением, которое может изъязвляться. Заболевание часто развивается на протяжении месяцев. Плоскоклеточный рак кожи имеет большую вероятность отдаленного распространения, чем базальноклеточный рак. В случае, когда заболевание ограничено эпидермисом, это предраковое состояние или in situ форма плоскоклеточного рака известна как болезнь Боуэна.
Наибольшим фактором риска является воздействие высокого суммарного уровня ультрафиолетового излучения Солнца. Другие факторы риска представлены наличием рубцов, хронических повреждений кожи, актинического кератоза, светлого типа кожи, болезни Боуэна, воздействия мышьяка, лучевой терапии, нарушений функции иммунной системы, предшествующей базальноклеточной карциномы и ВПЧ-инфекции. Риски воздействия УФ-излучения обусловлены его суммарной дозой, а не разовым воздействием. Распространённым источником УФ-излучения становятся солярии. Заболевание начинается в плоских клетках кожи. Диагноз часто основан на осмотре кожи и подтверждается при биопсии. Другие распространенные виды рака кожи включают базальноклеточный рак и меланому.
Уменьшение воздействия ультрафиолетового излучения и использование солнцезащитного крема являются эффективными методами профилактики плоскоклеточного рака кожи. Лечение обычно заключается в хирургическом удалении опухоли. В случае, если опухоль небольшая, может быть проведено простое иссечение, иначе обычно рекомендуется операция Мооса. Другие варианты могут включать терапию холодом и лучевую терапию. В случаях отдалённого распространения опухоли может использоваться химиотерапия или биологическая терапия.
По состоянию на 2015 год около 2,2 миллионов человек имеют плоскоклеточный рак кожи. Он составляет около 20 % всех случаев рака кожи. Плоскоклеточный рак развивается примерно у 12 % мужчин и 7 % женщин в США. В то время как прогноз обычно хороший, при отдалённом распространении пятилетняя выживаемость составляет ~ 34 %. В 2015 году это стало причиной около 51 900 летальных исходов во всем мире. Средний возраст при установлении диагноза составляет около 66 лет. При успешном лечении исходного случая плоскоклеточного рака сохраняется высокий риск развития повторного заболевания.

## Лечение
В 2024 году был одобрен косибелимаб.